# 칼미우스강

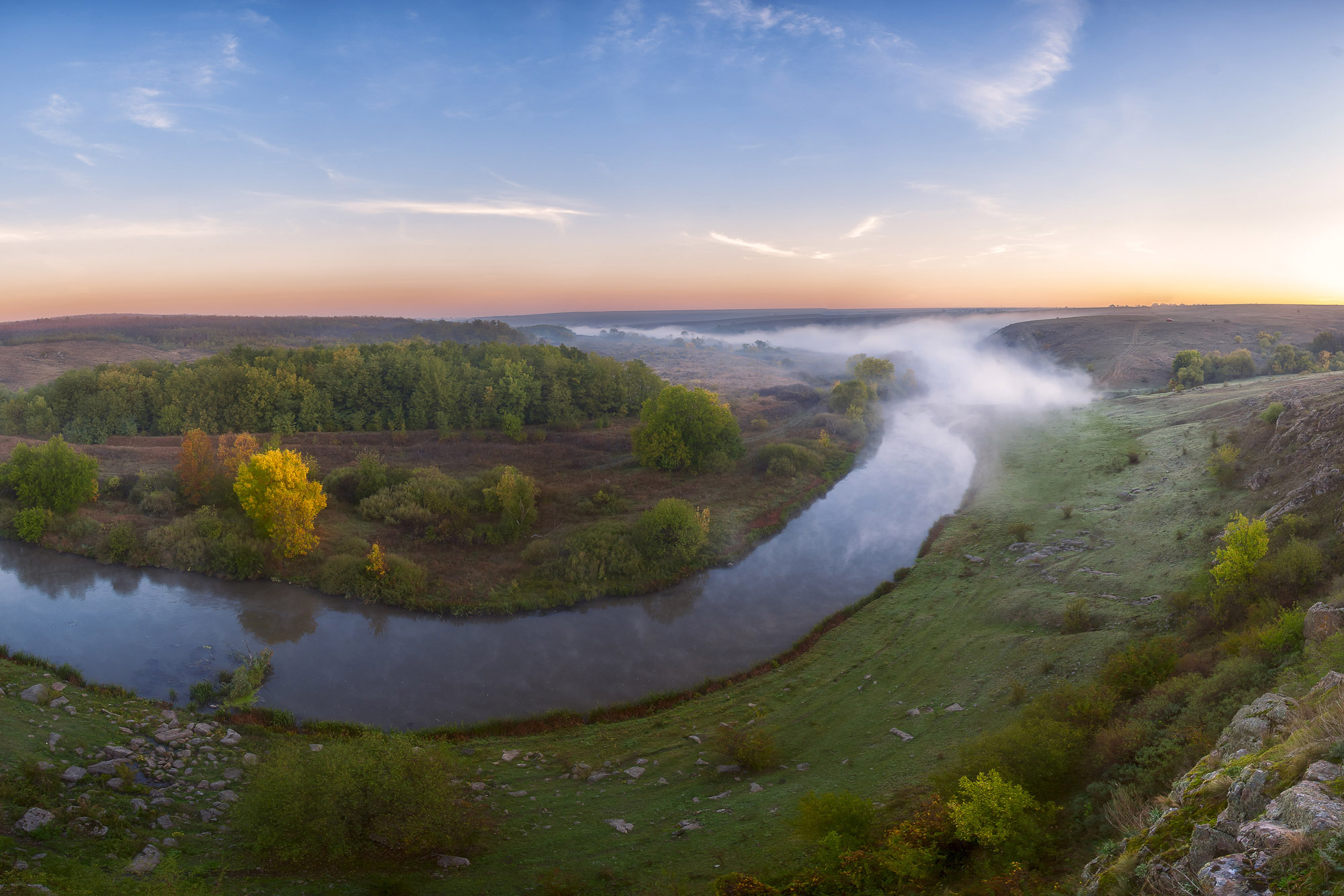
칼미우스강

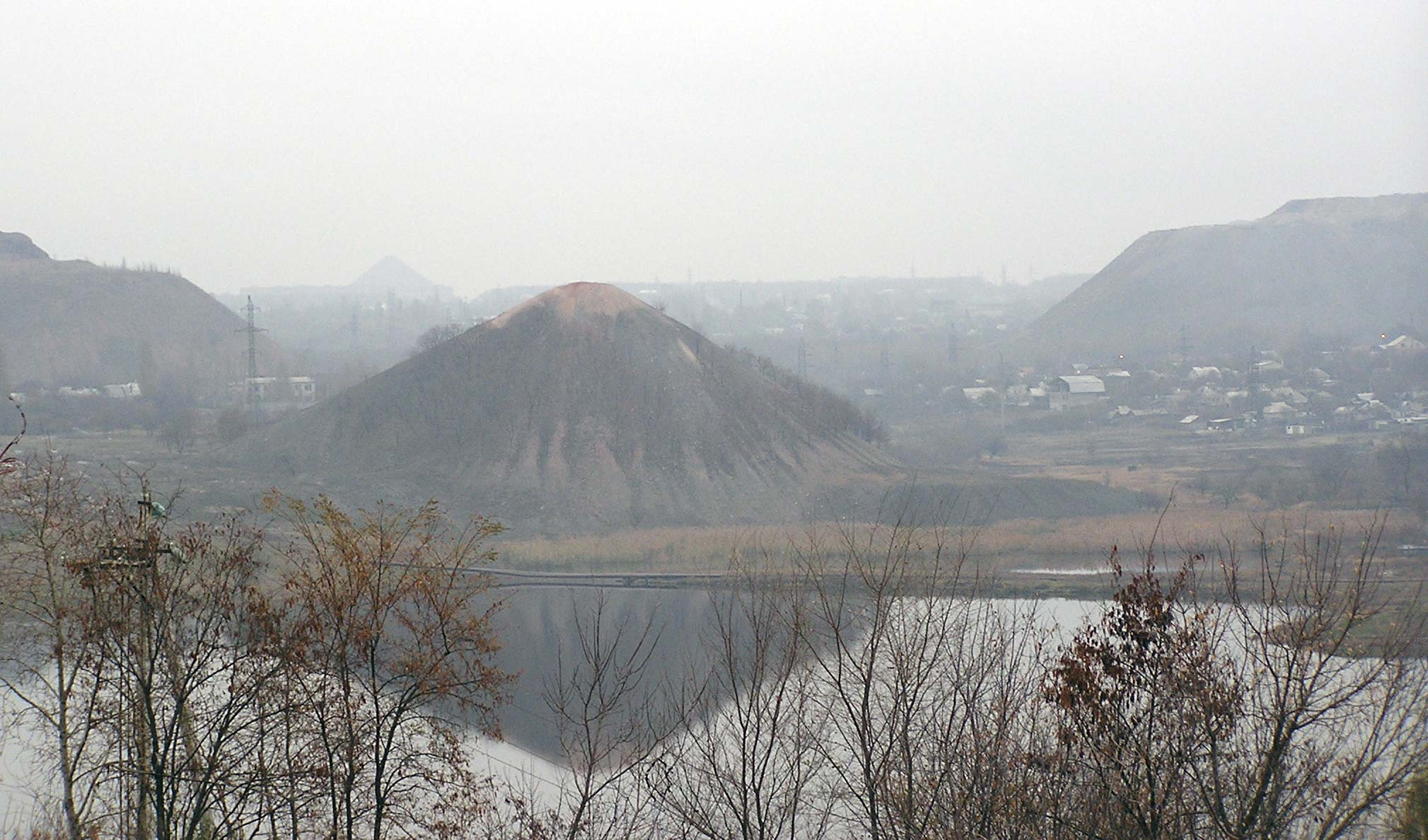
칼미우스강과 접한 도네츠크의 광재

칼미우스강(우크라이나어: Кальміус, 러시아어: Кальмиус)은 우크라이나의 강으로 길이는 209 km, 유역 면적은 5,070 km2이다. 칼미우스라는 이름은 16세기에 설립된 카자크의 야영에서 유래된 이름이다.
도네츠크주의 야시누바타에서 발원하여 마리우폴에서 아조프해와 합류한다. 칼미우스강과 접한 주요 도시로는 도네츠크, 마리우폴이 있다.